# Richard Wawrinsky
Richard August Wawrinsky, född 15 januari 1852 i Sankt Lars församling i Linköping, Östergötlands län, död 15 mars 1933 i Stockholm, var en svensk läkare, ämbetsman och riksdagsman. Han var bror till Edvard Wavrinsky.
Richard Wawrinsky blev student vid Uppsala universitet 1870, medicine kandidat 1874, medicine licentiat 1877 och medicine doktor 1883. Efter att 1877-83 ha idkat enskild praktik i Norrköping var han 1883-92 sundhetsinspektör i Stockholm och därjämte 1883-93 överläkare vid epidemisjukhuset och samtidigt docent (1889-91) och tf. professor (1890-91) i allmän hälsovårdslära vid Karolinska institutet. Åren 1891–1909 var han medicinalråd i Medicinalstyrelsen.
Vid sidan av denna omfattande verksamhet hade Wawrinsky en mängd offentliga uppdrag. Han var ordförande i styrelserna för Farmaceutiska institutet (1902-13), Långbro sjukhus (1910-22) och Vanföreanstalten i Stockholm (1917-19), var ordförande i Hälsovårdsföreningen i Stockholm (från 1916) och satt i kommittéerna för ordnande av fosterbarnsvården (1894-97; ordförande), för utarbetande av ny farmakopé (1894–1900) och av förslag till en statsmedicinsk anstalt (1897-99; ordförande), i permanenta farmakopékommittén (1902-09; ordförande), i kommittén för ny hälsovårds- och epidemistadga (1913-15) och i läkemedelskommissionen (1916-19; ordförande). Som Sveriges ombud deltog han i ett stort antal internationella kongresser och hälsovårdskonferenser och var 1909-24 ledamot av kommittén för Internationella hälsovårdsbyrån i Paris.
Richard Wawrinsky var stadsfullmäktig i Stockholm 1892-94 och 1896-98 och var även ordförande i Nacka kommunalstämma 1902–1907. Han var riksdagsledamot i andra kammaren 1903–1908 för Södertörns domsagas valkrets samt under 1914 (B-riksdagen) för Stockholms läns södra valkrets. Under sin första riksdagsperiod tillhörde han liberala samlingspartiet, men efter striden om försvarsfrågan övergick han 1914 till att beteckna sig som frisinnad försvarsvän. Han var verksam i riksdagen för att åstadkomma reformer i apoteks- och hälsovårdsväsendet, bl.a. som flerårig ordförande i tillfälligt utskott, och genomdrev 1908 motion om fosterbarnslagens revision och omarbetning.
Han utövade även betydande författarverksamhet. Som de viktigaste bland de särskilt utgivna skrifterna kan nämnas Om fosterbarnsväsendet och dess ordnande i Stockholm (1891), Om barnavården och särskildt fosterbarnsvården i äldre och nyare tid (1896), Om förebyggande af epidemier genom anordning af isoleringslokaler (1901), Sveriges lasarettsväsende förr och nu (1906) och Handledning för läkare och jurister i Sveriges civila medicinalförvaltning (1910). Av hans många uppsatser i in- och utländska facktidskrifter (särskilt "Hygiæa") m.m. avhandlar de viktigaste skyddskoppympning, mjölkkontroll och tuberkulos. Åren 1888–1892 redigerade han Förhandlingar vid Helsovårdsföreningens i Stockholm sammankomster.

### Redaktörskap
- Förhandlingar vid Helsovårdsföreningens i Stockholm sammankomster. Stockholm: Samson & Wallin. 1888–1892. Libris 9879582